# Platygyriella kirtikarii
Platygyriella kirtikarii là một loài Rêu trong họ Hypnaceae. Loài này được (Cardot & Dixon) W.R. Buck miêu tả khoa học đầu tiên năm 1984.